# Недетский дом
«Недетский дом» — российский драматический фильм Михаила Расходникова. Вышел в широкий прокат 15 сентября 2022 года. Это второй драматический фильм Расходникова на социальную тему после «Временных трудностей», в котором одну из главных ролей также сыграл Иван Охлобыстин. Некоторые события фильма взяты из одноимённой книги психиатра Андрея Петрушина, написанной по его опыту работы в детском доме. Однако, экранизацией книги фильм не является. Создатели заявляют, что фильм основан на реальных событиях.

## Сюжет
Действие фильма происходит в детском доме, в который приходит новый директор Андрей Маст. Одновременно туда же оформляют новую воспитанницу по имени Инна. Герои попадают в казенное учреждение, где нет любви и тепла, где царит безразличие к судьбам детей. И девочка, и директор — каждый по-своему — стремятся наладить жизнь в детском доме в соответствии со своими представлениями о норме. Девочка быстро адаптируется к новой обстановке, в которой проживают дети, недовольные бытовыми условиями и социальной обстановкой, и провоцирует бунт, чтобы показать воспитателям, кто здесь хозяин.

## В ролях
Большинство актёров-детей — бывшие воспитанники детского дома. Охранника также сыграл не профессиональный актёр, а настоящий охранник, работающий в доме, где жил Михаил Расходников.
| Актёр                | Роль                  |
| -------------------- | --------------------- |
| Иван Охлобыстин      | Андрей Маст           |
| Александр Панин      | Литва                 |
| Полина Ватага        | Инна                  |
| Ирина Розанова       | психолог              |
| Екатерина Соломатина | заместитель директора |
| Александра Скачкова  | воспитатель           |
| Олег Васильков       | участковый            |
| Марина Клещёва       | медсестра             |
| Виктор Гараев        | охранник              |
| Арсен Суховский      | Кондрат               |
| Иосиф Медведев       | Молчун                |

## Отзывы
«Литературная газета» в своей рецензии заключает, что, несмотря на сценарные огрехи, «рекомендовать фильм к просмотру, безусловно, можно и нужно».